# Villa Bottini

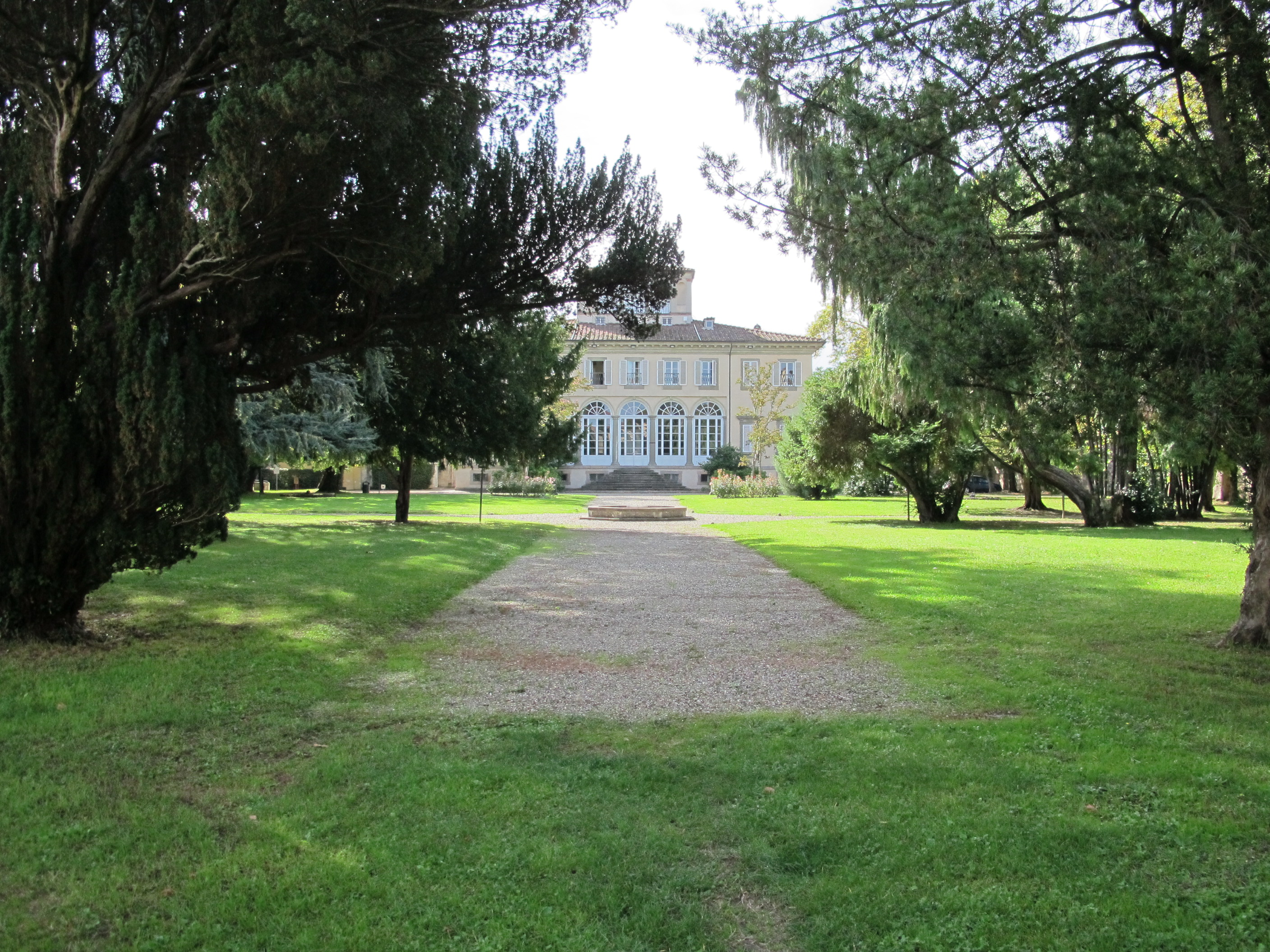
Il parco

La villa Bottini o Buonvisi al giardino si trova a Lucca in via Elisa, immediatamente fuori della medievale Porta San Gervasio.

## Storia e descrizione
Costruita da Bernardino Buonvisi nella seconda metà del XVI secolo, ha la forma di un parallelepipedo sormontato da una loggia belvedere. Posta sull'asse longitudinale del giardino, dà origine a due spazi verdi di diversa dimensione.
La proprietà, di forma rettangolare, è recintata da un muro nel quale si aprono rinascimentali finestre inginocchiate e tre portali: due di questi sono posti in corrispondenza del viale trasversale del giardino più ampio, il terzo è il portale principale di accesso ed è posto sulla via Elisa.
All'interno dell'edificio, al piano terra, si può ammirare la suggestiva decorazione affidata al ciclo di affreschi con scene mitologiche ed allegoriche che Ventura Salimbeni realizzò negli ultimi anni del XVI secolo. Nel piano seminterrato si trova, ben conservato, l'impianto dell'antica cucina e dei locali di servizio.
La villa ha subito varie vicissitudini, rimanendo anche per lungo tempo chiusa e abbandonata. Agli inizi dell'ottocento fu acquistata da Elisa Bonaparte sorella di Napoleone. Nei primi anni del novecento divenne di proprietà dei marchesi Bottini di Lucca, successivamente passò ai Motroni Andreozzi e quindi ai Marcheschi ed infine fu acquistata dalla regione Toscana che, dopo il restauro, la cedette al comune di Lucca. Adesso è aperta al pubblico ed è usata come ambiente di rappresentanza del Comune e sede dell'Ufficio Cultura.

## Il giardino
Il primitivo impianto del giardino era costituito, nella parte più ampia, da quattro aiuole intersecate da due viali, come rappresentato in alcune carte storiche risalenti alla seconda metà del XVII secolo. Nella parte terminale a nord, un elaborato portale introduceva, e introduce tutt'oggi, al ninfeo, un'area sistemata a prato ombreggiata da lecci, che accoglie una fontana addossata al muro di cinta. Il bel giardino conferì una specie di soprannome a quel ramo della famiglia che ne era proprietaria; infatti questo fu chiamata Buonvisi al giardino.
Nella sistemazione ottocentesca le aiuole rettangolari vennero sostituite da un disegno sinuoso dei viali che dette origine ad una trama di aiuole molto articolata e di forma arrotondata. Attualmente la parte posteriore del giardino, dopo decenni di incuria, si presenta di nuovo divisa da viali ortogonali che si intersecano nel punto in cui si trova una vasca ottagonale e che danno origine a quattro aiuole rettangolari a prato. Queste hanno al centro piccole vasche circolari poste a filo del terreno e sono arricchite da tassi, ippocastani, magnolie, lecci, platani e cedri del Libano. Un ampio viale divide il giardino prospiciente l'ingresso in due spazi verdi decorati da due fontane, circondate da magnolie e conifere.